# Castillon-côtes-de-bordeaux
Le castillon-côtes-de-bordeaux, ou plus simplement le castillon, est un vin rouge français produit autour de Castillon-la-Bataille, dans le Libournais, une subdivision du vignoble de Bordeaux.
Il bénéficiait d'une appellation d'origine contrôlée spécifique sous le nom côtes-de-castillon de 1989 jusqu'à 2009 ; il s'agit désormais d'une dénomination géographique complémentaire au sein de l'appellation côtes-de-bordeaux.

## Historique
Ce petit territoire du département de la Gironde était connu à la fin du Moyen Âge, non pour ses vins, mais pour la dernière bataille rangée de la guerre de Cent Ans, la bataille de Castillon le 17 juillet 1453, défaite anglo-gasconne (Talbot y est tué). La bataille est précédée et suivie de la prise de la ville par les Français (deux ans avant, ainsi que deux jours après) ; surtout, elle marque la fin des trois siècles de présence anglaise en Guyenne (elle était tout ce temps en union personnelle avec le royaume d'Angleterre, depuis le mariage d'Aliénor d'Aquitaine et d'Henri Plantagenêt en 1152). Castillon était aussi dès le Moyen-Âge un petit port sur la Dordogne, à partir duquel s'appliquait le « privilège de Bordeaux » car à la limite de la sénéchaussée sur le fleuve : des gardes contrôlaient jusqu'au XVIIIe siècle les tonneaux de vin produits plus en amont (la barrique du « haut-pays » devait être différente de la pièce bordelaise) ; l'équivalent sur la Garonne était à Saint-Macaire, où les vins du Sud-Ouest étaient bloqués jusqu'à Noël ,.
En 1816, Castillon est bien mentionnée par André Jullien dans son ouvrage, en même temps que Sainte-Foy-la-Grande, mais qui « fournissent des vins blancs communs ». En 1893, Édouard Féret décrit ainsi les vins produits d'une façon général dans l'arrondissement de Libourne (en-dehors des saint-émilions et pomerols) : « comme vins rouges, nous trouvons d'abord un choix considérable d'excellents vins d'ordinaire : vins de palus pleins, très colorés, moelleux ou corsés ; vins de côtes à teinte brillante, d'une constitution robuste ; excellents vins de ménage, vins des terres douces sablo-argileuses, moins corsés que les précédents, mais plus souples, plus coulants, plus vite buvables ». Chaque commune est présentée :
- Puisseguin : « Vins rouges corsés, colorés, assez bouquetés et, dans leur ensemble, analogues aux crus ordinaires de Saint-Émilion. »
- Saint-Philippe-d'Aiguille : « Vins rouges, analogues à ceux de Puisseguin. »
- Les Salles, Gardegan, Saint-Genès et Belvès : « Vins rouges, corsés et colorés, classés bons ordinaires. »
- Sainte-Colombe : « Vins rouges, corsés et colorés, bouquetés ; les crus bourgeois sont classés dans les bons vins du canton ; ils ont beaucoup d'analogie avec les 2e crus de Saint-Émilion. »
- Saint-Magne : « Vins rouges, colorés, corsés, formant de bons ordinaires dans la partie de plaine, et fins et de bouteille dans la partie de coteaux […] – Vins blancs, peu considérables. »
- Castillon-la-Bataille : « Vins rouges, corsés, colorés, bons ordinaires, recherchés pour les cargaisons et pour Paris [] ; ceux qu'on récolte entre la Lidoire et le ch. de fer sont remarquables par leur délicatesse et leur supériorité réelle ; ils ont quelques rapports avec les vins de graves et obtiennent une faveur sur les prix ordinaires des vins de la communes. – Vins blancs, produits par l'enrageat (folle blanche), le jurançon, la malvoisie et le sauvignon, ayant beaucoup de corps et de douceur. »

Au total, 256 producteurs de ces communes sont cités, dont 47 qualifiés de « crus bourgeois » (notamment Château d'Aiguihe et Château-des-Vignes à Saint-Philippe-d'Aiguille, ainsi que Château-Castagens à Belvès).
À partir des années 1930, avec la reconnaissance progressive des appellations d'origine contrôlées, cinq appellations ou dénominations sont reconnues par décret autour de ce qui deviendra plus tard les côtes-de-bordeaux : « Premières Côtes de Blaye » le 11 septembre 1936 ; « Sainte-Foy-Bordeaux » le 31 juillet 1937 ; « Premières Côtes de Bordeaux » le 31 juillet 1937 puis le 10 août 1973 ; « Bordeaux-Côtes de Castillon » le 15 juillet 1955 ; et « Bordeaux-Côtes de Francs » le 26 mai 1967. Dès 1975, ces cinq appellations se rapprochent dans un cadre interprofessionnel sous le nom de « groupe organique Côtes de Bordeaux » afin de défendre et promouvoir ces productions. Ce rapprochement trouve un nouvel élan à partir de 1985 avec la création de l'« Association des Côtes de Bordeaux ».
Le côtes-de-castillon est à partir de 1955 une dénomination géographique au sein de l'appellation bordeaux. Par le décret du 9 février 1989, il devient une appellation à part entière.
Le 22 juillet 2009, l'Union des Côtes de Bordeaux est reconnue comme un organisme de défense et de gestion (ODG) par l'Institut national de l'origine et de la qualité, ce qui aboutit à l'homologation du cahier des charges de la nouvelle appellation côtes-de-bordeaux par le décret du 31 octobre 2009 : le côte-de-castillon redevient une dénomination au sein d'une appellation, sous le nom de castillon-côtes-de-bordeaux. Le cahier des charges est ensuite modifié en décembre 2011 (passage en AOP), puis en novembre 2016 (intégration de l'ancienne appellation sainte-foy-bordeaux) et enfin en novembre 2021.

## Vignoble
| \| Bordeaux Castillon \| L'aire d'appellation, à la limite avec la Dordogne. |
| Bordeaux Castillon                                                           |

L'aire d'appellation du castillon-côtes-de-bordeaux s'étend autour de la ville de Castillon-la-Bataille sur neuf communes entre la rive droite de la Dordogne, les vignobles du saint-émilion, et le département de la Dordogne, dans un paysage de vallons et de coteaux orientés majoritairement vers le sud. L'altitude atteint par endroit un peu plus de 100 mètres.
Pour la dénomination géographique complémentaire « Castillon », la récolte des raisins, la vinification, l’élaboration et l’élevage des vins sont assurés sur le territoire des communes suivantes : Belvès-de-Castillon, Castillon-la-Bataille, Gardegan-et-Tourtirac, Les Salles-de-Castillon, la partie de la commune de Puisseguin correspondant au territoire de Monbadon avant sa fusion avec celle-ci au 1er janvier 1989, Sainte-Colombe, Saint-Genès-de-Castillon, Saint-Magne-de-Castillon et Saint-Philippe-d'Aiguille.
Selon les Douanes, la superficie revendiquée en 2023 sous l'appellation est de 1 958 hectares. Pour comparaison, cette surface était en 2005 de 3 040 ha.

### Géologie
Du calcaire à Astéries et des molasses du Fronsadais,.

### Encépagement
Le cahier des charges autorise le même encépagement que pour toutes les dénominations de l'appellation côte-de-bordeaux.
Pour les vins rouges, les cépages principaux sont le cabernet sauvignon N, le cabernet franc N, le côt N (ou malbec) et le merlot N ; comme cépages accessoires, sont autorisés le carménère N et le petit verdot N. La proportion du cépage carménère N est inférieure à 10 % de l’encépagement et celle du cépage petit verdot N à 15 % de l’encépagement.
Le vignoble est complanté, chaque producteur ayant ses propres assemblages. D'une façon générale, l'encépagement de l'aire de production est pour les vins rouges d'environ 70 % de merlot (majoritaire comme dans l’ensemble du Libournais), 20 % de cabernet franc et 10 % de cabernet sauvignon.

### Rendements
Les rendements maximum et plafond (butoir) sont de 52 à 65 hl/ha.
Les rendements officiels récents de l'appellation castillon-côtes-de-bordeaux sont :
| Année | Superficie (ha) | Production (hl) | Rendement (hl/ha) |
| ----- | --------------- | --------------- | ----------------- |
| 2019  | 2 169           | 81 839          | 38                |
| 2020  | 1 976           | 60 398          | 31                |
| 2021  | 1 959           | 50 370          | 26                |
| 2022  | 1 996           | 73 544          | 37                |
| 2023  | 1 958           | 50 030          | 26                |
| 2024  | 1 696           | 47 313          | 28                |

## Vins

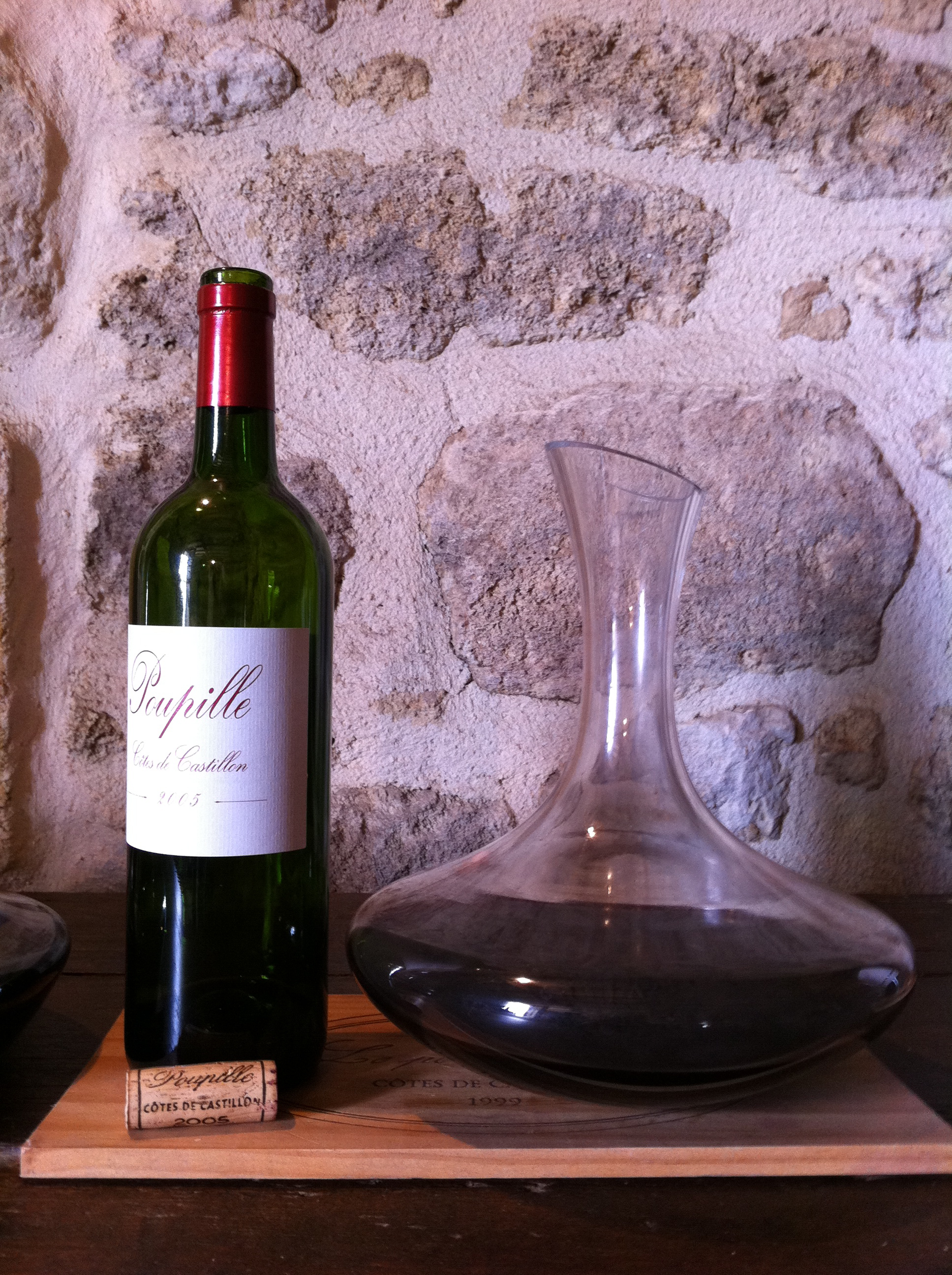
Du côtes-de-castillon 2005 mis en carafe : cette dernière est utilisée pour décanter un vieux vin (pour en retirer les lies) ou oxygéner un vin encore un peu jeune (pour l'ouvrir).

La production de castillon déclarée en 2023 a été d'un total de 50 029 hectolitres (un hectolitre = 100 litres = 133 bouteilles de 75 cl). Si la production varie en fonction des années et du rendement, elle était en 2005 tout de même de 138 384 hl.
Les vins rouges de l'appellation côtes-de-bordeaux accompagnée de la dénomination géographique complémentaire « Castillon » présentent une couleur rubis foncé, vers le grenat. Leur bouquet exprime une sensation de concentration, de profondeur, avec souvent des notes de pruneau, de cuir, de gibier, parfois des touches fraîches de sous-bois et de petits fruits rouges bien mûrs. En bouche, ce sont des vins fruités, charpentés et puissants. Ils présentent une bonne aptitude au vieillissement (entre quatre à neuf ans) et ont une réputation de robustesse, notamment les vins produits sur le plateau.